# ACTIEF Personalmanagement
Die ACTIEF Personalmanagement GmbH ist ein Personaldienstleistungsunternehmen mit Sitz in Karlsruhe. Das Unternehmen bietet seinen Kunden aus Industrie, Handwerk, Dienstleistung und Handel verschiedene Personallösungen. Zu den Dienstleistungen zählen Arbeitnehmerüberlassung, Personalvermittlung, On-Site-Projekte und Master Vendor Management.

## Unternehmensgeschichte
Das Vorgängerunternehmen ISU GmbH Unternehmen für Zeitarbeit wurde 1989 von Manfred Unser mit Sitz in Karlsruhe gegründet. Es erhielt 1992 von der Bundesanstalt für Arbeit die unbefristete Erlaubnis zur gewerbsmäßigen Arbeitnehmerüberlassung sowie 1998 zur Arbeitsvermittlung. Die Geschäftsanteile wurden 1998 an den niederländischen Personaldienstleistungskonzern Vedior verkauft. Manfred Unser blieb allein verantwortlicher Geschäftsführer.
Mit einem eigenen Geschäftsmodell verstärkte ISU 2005 sein Engagement im Bereich Master Vendor und On-Site-Management. Zum Jahreswechsel 2005/2006 waren mehr als 300 Zeitarbeitnehmer in diesem Bereich beschäftigt. 2006 wurde ISU an die BayernLB verkauft und als neue Holding entstand die ISU Group GmbH.
Ende Juli 2007 übernahm die Holding rückwirkend zum 1. Januar 2007 jeweils 87 Prozent der Anteile an der 1999 gegründeten Fischer & Funke Gesellschaft für Personaldienstleistungen GmbH mit Sitz in Coburg sowie die AFM Gesellschaft für Zeitarbeit mbH. Beide Unternehmen waren in den Regionen Bayern, Sachsen und Thüringen auf Personaldienstleistungen im gewerblichen Bereich spezialisiert gewesen. Die Holding beschäftigte damit rund 2.400 Mitarbeiter.
Zum 1. Juli 2012 beendete Bernd Fischer, der Gründer und Geschäftsführer von Fischer & Funke, seine Tätigkeit. Er übergab Heiko Harms die Geschäfte für die aktuell elf Geschäftsstellen in Bayern, Sachsen und Thüringen. Harms wurde 2013 neben Manfred Unser Geschäftsführer der ISU.
Mit Wirkung zum 1. Oktober 2015 übernahm das belgische Personaldienstleistungsunternehmen ACTIEF Interim 80 Prozent der Gesellschaftsanteile an der Holding ISU Group mit ihren beiden Tochterunternehmen ISU sowie Fischer & Funke. Firmengründer Manfred Unser zog sich aus dem aktiven Geschäft zurück und blieb dem Unternehmen als Gesellschafter erhalten.
ISU Personaldienstleistungen und Fischer & Funke fusionierten zu ISU Personaldienstleistungen und wurden anschließend mit Wirkung zum 23. Juni 2016 an allen Standorten in ACTIEF Personalmanagement GmbH umbenannt.
Die ACTIEF Personalmanagement GmbH übernahm zum 1. Januar 2017 den bayerischen Personaldienstleister Timecraft mit Sitz in Nürnberg. Damit ergänzte ACTIEF sein Geschäftsstellennetz. Im Juni 2019 folgte die Verschmelzung mit AB Zeitpersonal.